# Klaus Wunderlich (Musiker)
Klaus Wunderlich (* 18. Juni 1931 in Chemnitz; † 28. Oktober 1997 in Bittelbrunn, heute ein Ortsteil von Engen) war ein deutscher Musiker. Er wurde mit insgesamt 13 Goldenen Schallplatten, einer Goldenen Musikkassette und einer Silbernen Schallplatte ausgezeichnet. Wunderlich war der erste deutsche Unterhaltungsmusiker, der die elektronische Orgel bei einem größeren Publikum populär machte.

## Leben

Single Tico-Tico no Fubá, 1958

Wunderlich wuchs in Chemnitz als Sohn eines Polizeiinspektors auf. Bereits im Alter von 16 Jahren war er Korrepetitor, doch letztlich zog ihn die Unterhaltungsmusik stärker an.
1951 siedelte Wunderlich mit einer Band nach Westdeutschland über und „tingelte“ als Pianist in einem Bar-Trio durch die Bundesrepublik. Mitte der 1950er gehörte er als Gründungsmitglied auch kurzzeitig zur New Jazz Group Hannover, die 1954 entstand, nachdem die Musiker in einer Studioproduktion für den NWDR aufgenommen wurden. Er machte auch Bekanntschaft mit der Hammond-Orgel, die ab 1955 zu seinem Hauptinstrument wurde. „Die Orgel ist mein Leben“ und „Auf der Hammond-Orgel kann man jedes Streichinstrument nachmachen mit Ausnahme des Buttermessers,“ sagte Klaus Wunderlich. Es folgten Soloauftritte in diversen Kabaretts, bis 1958 das Label Teldec auf ihn aufmerksam wurde und ihm nach einem Probevorspielen einen Schallplattenvertrag anbot.
Seine Musik war stets auf leichte Unterhaltung ausgerichtet.
In den 1970er Jahren errichtete er in Reichenbach bei Karlsruhe sein eigenes Tonstudio und begann mit dem Moog-Synthesizer zu arbeiten; er spielte damit drei Langspielplatten ein. Sein 1973 unter dem Titel „Sound 2000 – Moog, Organ, Rhythm“ erschienenes Moog-Debüt wartete mit Schlagerklassikern wie „La Paloma“ auf. Bekannt wurde sein New Pop Organ Sound, als er die Melodieführung auf der Hammond H100 um Soundeffekte der WERSI-Orgeln W248S, Lowrey H 25-3 und ab 1977 auch der WERSI Helios ergänzte. Dieser Sound war im Studio nur aufwendig zu produzieren und live auf der Bühne nicht reproduzierbar. Zu seinen späten öffentlichen Live-Konzerten gehört ein Auftritt in der Londoner Royal Albert Hall.
Wunderlich setzte hauptsächlich noch folgende Orgelmodelle ein: Hammond C3, H-100, Lowrey H25-3, Wersi W248S, Wersi Helios, Wersi Beta DX400, Wersi Spectra CD700.
Am 28. Oktober 1997 erlag Wunderlich einem Herzinfarkt.

## Diskografie
Wunderlich veröffentlichte mehr als 100 Alben, wovon 13 LPs und eine Musikkassette eine Goldene Schallplatte erhielten.

### Alben
| Jahr | Titel                                           | Höchstplatzierung, Gesamtwochen, AuszeichnungChartplatzierungen (Jahr, Titel, Platzierungen, Wochen, Auszeichnungen, Anmerkungen) | Höchstplatzierung, Gesamtwochen, AuszeichnungChartplatzierungen (Jahr, Titel, Platzierungen, Wochen, Auszeichnungen, Anmerkungen) | Höchstplatzierung, Gesamtwochen, AuszeichnungChartplatzierungen (Jahr, Titel, Platzierungen, Wochen, Auszeichnungen, Anmerkungen) | Anmerkungen |
| Jahr | Titel                                           | DE | UK | NL | Anmerkungen |
| ---- | ----------------------------------------------- | --- | --- | --- | ----------- |
| 1965 | Hammond-Feuerwerk                               | DE24 (4 Wo.)DE | — | — |             |
| 1966 | Barmusik – 28 Melodien, die man nie vergißt     | DE28 (4 Wo.)DE | — | — |             |
| 1969 | Hammond Pops III                                | DE10 (12 Wo.)DE | — | — |             |
| 1971 | Hammond Pops 6                                  | DE41 (12 Wo.)DE | — | — |             |
| 1974 | Uraltedelschnulzensynthesizergags               | — | — | — |             |
| 1975 | The Hit World of Klaus Wunderlich               | — | UK27 (8 Wo.)UK | — |             |
| 1976 | Speelt voor u 28 wereldbekende melodieën        | — | — | NL2 (12 Wo.)NL |             |
| 1978 | The Unique Klaus Wunderlich Sound               | — | UK28 (4 Wo.)UK | — |             |
| 1979 | The Fantastic Sound of Klaus Wunderlich         | — | UK43 (5 Wo.)UK | NL2 (17 Wo.)NL |             |
| 1981 | The Fantastic Sound of Klaus Wunderlich Vol. II | — | — | NL24 (13 Wo.)NL |             |
| 1984 | On the Sunny Side of the Street                 | — | UK81 (2 Wo.)UK | — |             |
| 1987 | The Collection                                  | — | UK— SilberUK | — |             |

grau schraffiert: keine Chartdaten aus diesem Jahr verfügbar

## Auszeichnungen für Musikverkäufe
| Goldene Schallplatte - Kanada - 1978: für das Album Hammond Pops |

Anmerkung: Auszeichnungen in Ländern aus den Charttabellen bzw. Chartboxen sind in ebendiesen zu finden.
| Land/RegionAuszeichnungen für Musikverkäufe (Land/Region, Auszeichnungen, Verkäufe, Quellen) | Silber  | Gold  | Platin | Verkäufe | Quellen         |
| -------------------------------------------------------------------------------------------- | ------- | ----- | ------ | -------- | --------------- |
| Kanada (MC)                                                                                  | —       | Gold1 | —      | 50.000   | musiccanada.com |
| Vereinigtes Königreich (BPI)                                                                 | Silber1 | —     | —      | 60.000   | bpi.co.uk       |
| Insgesamt                                                                                    | Silber1 | Gold1 | —      |          |                 |